# 竹俊臣
竹俊臣（739年—793年6月15日），曾祖竹政一，易州满城县令；祖父竹珪，吏部尚选；父竹普霞，开府仪同三司、试太子詹事，赠汾州刺史。
竹俊臣出身平卢军，安史之乱爆发后，随平卢节度使侯希逸渡渤海南下青州。李正己任淄青节度使后，竹俊臣被选为射生将领，入朝宿卫。魏博节度使田承嗣吞并相、卫，竹俊臣跟随中使宣慰河北，并被围于礠州。
唐德宗建中年间，田承嗣侄魏博节度使田悦叛乱，出兵围攻临洺，竹俊臣奉诏救援。朝廷任命竹俊臣为礠州刺史，竹俊臣与成德军节度使王武俊等人一同出军击败叛乱的幽州节度使朱滔。
朔方节度使李怀光叛乱，竹俊臣参与平叛。贞元二年（786年），吐蕃大举入侵，竹俊臣率军救援。三年（787年），吐蕃请和，竹俊臣入朝，被任命为右神策军使。
九年（793年），竹俊臣在长安金城里私第去世。生前官爵为骠骑大将军、行右神策军将军、知军事、兼御史中丞、上柱国、祁国公。
竹俊臣不见于史书记载。其生平见于宣义郎、前行宁州丰义县尉王觌《唐故骠骑大将军行右神策军将军知军事兼御史中丞上柱国祁国公竹公神道墓志铭并序》。

## 家庭
1. 嗣子竹朝归，朝议郎、前行贝州历亭县丞
2. 竹朝弼，通王府参军
3. 竹朝干
4. 幼子竹朝盈